# Valay

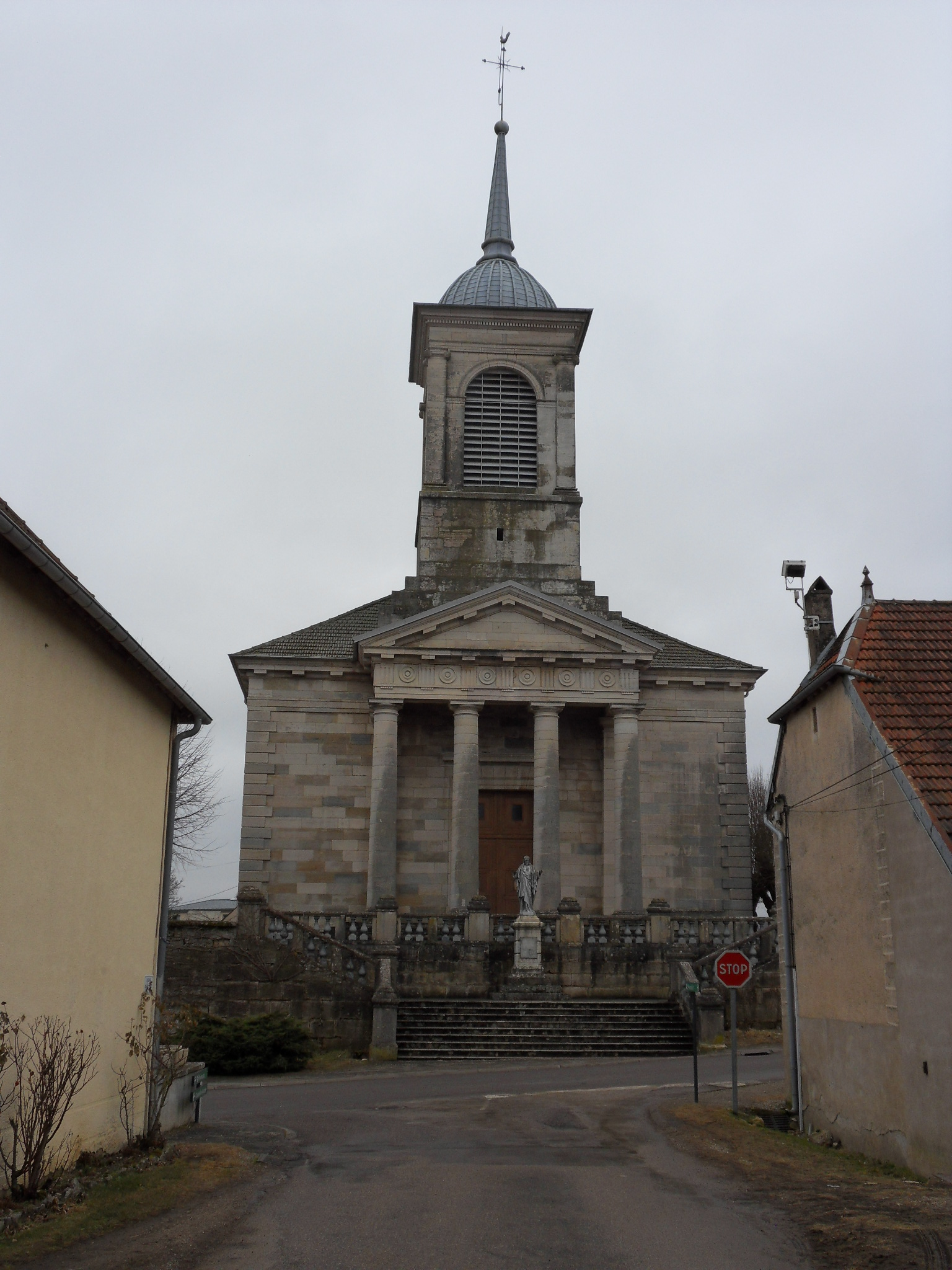
Kirche von Valay

Valay ist eine Gemeinde im französischen Département Haute-Saône in der Region Bourgogne-Franche-Comté.

## Geographie
Valay liegt auf einer Höhe von 216 m über dem Meeresspiegel, neun Kilometer nordöstlich von Pesmes und etwa 31 Kilometer westnordwestlich der Stadt Besançon (Luftlinie). Das Dorf erstreckt sich im Süden des Départements, östlich der Saôneebene im Quellgebiet des Baches Rèsie, der hier auch noch Tourouge genannt wird.
Die Fläche des 17,40 km² großen Gemeindegebiets umfasst einen Abschnitt der leicht gewellten Landschaft zwischen den Talebenen von Ognon im Süden und Saône im Norden. Valay befindet sich in einer Mulde, in der die Rèsie entspringt und für die Entwässerung nach Westen zum Ognon sorgt. Flankiert wird die Niederung auf beiden Seiten von einem auf durchschnittlich 230 m gelegenen Plateau. Es ist aus tertiären und kreidezeitlichen Sedimenten aufgebaut und wird überwiegend landwirtschaftlich genutzt. Die große Rodungsinsel von Valay wird von ausgedehnten Wäldern begrenzt: Im Westen vom Bois de la Fresse, im Norden vom Bois d’Arsans, im Osten vom Bois de la Féole und im Süden vom Bois de Riand. Hier wird mit 266 m wird hier die höchste Erhebung von Valay erreicht. Mit einem schmalen Zipfel erstreckt sich das Gemeindeareal nach Südwesten über die Talniederung des Ruisseau de Sainte-Cécile bis in den Gros Bois.
Nachbargemeinden von Valay sind Lieucourt, Arsans, Champtonnay und Venère im Norden, Chancey im Osten, Motey-Besuche, Montagney, Chaumercenne und La Résie-Saint-Martin im Süden sowie Pesmes, Chevigney und Vadans im Westen.

## Geschichte
Überreste von zwei römischen Landgütern weisen darauf hin, dass das Gemeindegebiet von Valay schon sehr früh besiedelt war. Im Mittelalter gehörte Valay zur Freigrafschaft Burgund und darin zum Gebiet des Bailliage d’Amont. Die lokale Herrschaft hatten die Herren von Pesmes inne, die einen Teil des Gebietes für die Gründung des Klosters Corneux überließen. Zusammen mit der Franche-Comté gelangte Valay mit dem Frieden von Nimwegen 1678 definitiv an Frankreich. Im 18. und 19. Jahrhundert sorgten die Eisenwerke von Grand-Valay für einen wirtschaftlichen Aufschwung des Ortes was zu einem Höchststand der Einwohnerzahl von rund 1200 Personen (um 1870) führte. Mit der Einweihung der Bahnlinie von Marnay nach Gray wurde das Dorf 1910 an das französische Eisenbahnnetz angeschlossen. Der Betrieb der Linie wurde jedoch wieder eingestellt. Heute ist Valay Mitglied des 18 Ortschaften umfassenden Gemeindeverbandes Communauté de communes du Val de Pesmes.

## Sehenswürdigkeiten
Die dreischiffige Dorfkirche von Valay wurde im 18. Jahrhundert neu erbaut und besitzt eine reiche Ausstattung. Von der ehemaligen Einsiedelei Sainte-Cécile sind nur noch wenige Überreste sichtbar.
Aus dem 18. Jahrhundert stammt ein Herrschaftssitz. Von den ehemaligen Eisenwerken sind Werkhallen, ein Hochofen sowie Arbeiterhäuser erhalten.

## Bevölkerung
| Jahr                       | 1962 | 1968 | 1975 | 1982 | 1990 | 1999 | 2008 |
| Einwohner                  | 548  | 486  | 506  | 456  | 436  | 512  | 664  |
| Quellen: Cassini und INSEE |      |      |      |      |      |      |      |

Mit 685 Einwohnern (2009) gehört Valay zu den kleineren Gemeinden des Département Haute-Saône. Nachdem die Einwohnerzahl in der ersten Hälfte des 20. Jahrhunderts deutlich abgenommen hatte (1881 wurden noch 1005 Personen gezählt), wurde seit Beginn der 1990er Jahre wieder ein Bevölkerungswachstum verzeichnet.

## Wirtschaft und Infrastruktur
Valay war lange Zeit ein vorwiegend durch die Landwirtschaft (Ackerbau, Obstbau und Viehzucht) und die Forstwirtschaft geprägtes Dorf. Die Eisenindustrie erlebte zu Beginn des 20. Jahrhunderts ihren allmählichen Niedergang. Heute gibt es verschiedene Betriebe des lokalen Kleingewerbes, unter anderem im Baugewerbe, der Kunststoffverarbeitung und in der Feinmechanik. In den letzten Jahrzehnten hat sich das Dorf zu einer Wohngemeinde gewandelt. Viele Erwerbstätige sind deshalb Wegpendler, die in den größeren Ortschaften der Umgebung ihrer Arbeit nachgehen.
Die Ortschaft liegt abseits der größeren Durchgangsachsen an einer Departementsstraße, die von Gray nach Ougney führt. Der nächste Anschluss an die Autobahn A36 befindet sich in einer Entfernung von ungefähr 20 km. Weitere Straßenverbindungen bestehen mit Vadans, Chevigney, La Résie-Saint-Martin, Chancey, Venère und Lieucourt.

## Persönlichkeiten
- Bernard Bouvard (1924–2009), Radrennfahrer
- Frédéric Vichot (* 1959), Radrennfahrer